# Теплов Віталій Володимирович
Віталій Володимирович Теплов (рос. Виталий Владимирович Теплов / латис. Vitālijs Teplovs; нар. 20 березня 1970, Лієпая, Латвійська РСР) — радянський та російський футболіст, півзахисник та нападник. Виступав за збірну Латвії.

## Життєпис
Вихованець Ризької футбольної школи та ризької СДЮСШОР. Перші матчі на дорослому рівні зіграв у 1987 році — провів один матч у Кубку СРСР за ризьку «Даугаву» та декілька матчів у другій лізі за «Звейнієкс» (Лієпая). Влітку 1988 року повернувся до «Даугави» і зіграв свої перші матчі у першій лізі, а за підсумками наступного сезону разом із командою вилетів у другу. 1990 року став срібним призером зонального турніру другої ліги і в останньому сезоні першості СРСР знову виступав у першій лізі за свій клуб, перейменований у «Пардаугаву».
Після розпаду СРСР недовго грав у вищій лізі Латвії за «Даугаву-Компар», а потім провів три місяці в клубі першої ліги Росії «Асмарал» (Кисловодськ). По ходу сезону 1992/93 року перейшов до клубу другого дивізіону чемпіонату Бельгії «Діст», де виступав три сезони, деякий час провів грав в оренді за німецький клуб «Дюссельдорфер-04».
1995 року грав за РАФ (Єлгава), з яким став бронзовим призером чемпіонату Латвії. У першій половині 1996 року грав у першій лізі Росії за «Нафтохімік» (Нижньокамськ), потім перейшов до мальтійського клубу «Сліма Вондерерс», у його складі брав участь у єврокубках та відзначився єдиним голом своєї команди у двоматчевому протистоянні з «Оденсе».
Згодом грав на батьківщині за «Дінабург» (Даугавпілс), ризькі «Даугаву» та «РКБ-Арма». З «Дауговою» 1997 року став срібним призером чемпіонату. З клубом «РКБ-Арма» у 2002 році став переможцем першої ліги і наступний сезон провів у вищій лізі. Також виступав за талінський ТВМК, з яким став бронзовим призером чемпіонату Естонії 2000 року та посів четверте місце у суперечці бомбардирів (13 голів).
Виступав за збірну Латвії, став учасником першого офіційного матчу після відновлення незалежності — 8 квітня 1992 року проти Румунії. Провів на полі перший тайм, після чого його замінив Айнарс Лінардс. Загалом у 1992—1997 роках зіграв 9 матчів за збірну. Став автором одного голу – у своїй другій грі, 12 липня 1992 року у Кубку Балтії проти Литви.

## Статистика виступів у збірній
| Дата      | Місто     | Господарі         | Результат | Гості             | Турнір            | Голи | Примітки |
| --------- | --------- | ----------------- | --------- | ----------------- | ----------------- | ---- | -------- |
| 8-4-1992  | Бухарест  | Румунія           | 2 – 0     | Латвія            | товариський матч  | -    | 46'      |
| 12-7-1992 | Лієпая    | Латвія            | 2 – 3     | Литва             | Балтійський кубок | 1    |          |
| 8-3-1995  | Будапешт  | Угорщина          | 3 – 1     | Латвія            | товариський матч  | -    | 86'      |
| 29-3-1995 | Зальцбург | Австрія           | 5 – 0     | Латвія            | Відбір до ЧЄ 1996 | -    |          |
| 26-4-1995 | Рига      | Латвія            | 0 – 1     | Північна Ірландія | Відбір до ЧЄ 1996 | -    | 54'      |
| 3-6-1995  | Порту     | Португалія        | 3 – 2     | Латвія            | Відбір до ЧЄ 1996 | -    | 61'      |
| 7-6-1995  | Белфаст   | Північна Ірландія | 1 – 2     | Латвія            | Відбір до ЧЄ 1996 | -    | 82'      |
| 14-8-1996 | Рига      | Латвія            | 0 – 0     | Фінляндія         | товариський матч  | -    | 57'      |
| 19-8-1997 | Рига      | Латвія            | 0 – 0     | Азербайджан       | товариський матч  | -    | 25'      |
| Усього    |           | Матчів            | 9         |                   | Голів             | 1    |          |

## Досягнення
«РКБ-Арма»
- Перша ліга Латвії
  -  Чемпіон (1): 2002